# Tajemství české minulosti
Tajemství české minulosti byl český populárně-naučný časopis, který se zcela orientoval na články o české historii, a to od nejstarších dějin pravěku až po nejnovější dějiny počátku 21. století. Časopis vycházel od 26. února 2010 do 7. srpna 2025. Celkem vyšlo 107 čísel. Od čísla 1 do čísla 16 byl vydáván jako dvouměsíčník a měl 114 stran. Od čísla 17 (leden – únor 2013) měl o něco menší formát (28,5 x 19,5 cm). Od čísla 17 do čísla 82 měl časopis 84 stran a jednalo se o měsíčník, vycházelo ale pouze 10 čísel ročně (leden – únor a červenec – srpen byla dvoučísla). Od čísla 83 (podzim 2019) vycházel jako čtvrtletník a měl 100 stran. Šéfredaktorkou byla na počátku Ilona Šťastná, od čísla 6 byl šéfredaktorem Marek Vlha, od čísla 62 Václav Kaška, od čísla 84 Lucie Jahodářová, od čísla 88 Vojtěch Klíma a od čísla 93 Jaromír Sobotka.
Časopis měl několik nepravidelných rubrik, například rubriku Toulky českou minulostí tvořil Josef Veselý na základě knižní série Toulky českou minulostí o české historii Petra Hory-Hořejše.

## Titulní článek

### Ročník 2010
- číslo 1: Tři neznámé podoby Karla IV.
- číslo 2. Proč Marie Terezie neměla Čechy v lásce?
- číslo 3: Mistr Jan Hus. Předběhl svou dobu?
- číslo 4. Svatá Ludmila. Proč byla zavražděna?
- číslo 5: Petr Vok z Rožmberka. Kavalír, nebo jen zhýralec?

### Ročník 2011
- číslo 6: Mohl Přemysl Otakar II. vládnout od Baltu po Jadran?
- číslo 7: Bývalý lapka Jan Žižka. Chtěl se stát českým králem?
- číslo 8: Vyvrácený mýtus Josefa II. Proč ho lidé nenáviděli?
- číslo 9: Císař vs. generalissimus Albrecht z Valdštejna. Příběh pýchy, intrik a zrady
- číslo 10: Osudová rozhodnutí Františka Josefa I.
- číslo 11: Proč Jiří z Poděbrad nechtěl své syna na českém trůnu?

### Ročník 2012
- číslo 12: Zločiny a trest lotra Babinského
- číslo 13: Král Dítě Ludvík Jagellonský
- číslo 14: Africká dobrodružství Emila Holuba
- číslo 15: Maléry lenivého krále Václava IV. Proč ho zajala vlastní šlechta?
- číslo 16: Sarajevský atentát na Františka Ferdinanda

### Ročník 2013
- 1–2/2013 (č. 17): Záhadné počátky rodu Přemyslovců
- 3/2013 (č. 18): Milostný život Boženy Němcové
- 4/2013 (č. 19): Skutečná tvář Lišky ryšavé. Zikmund Lucemburský
- 5/2013 (č. 20): Soukromí prezidenta Osvoboditele. Neznámé podoby TGM
- 6/2013 (č. 21): Kauza Zimního krále Fridricha Falckého
- 7–8/2013 (č. 22): Dobrodruh a drsný otec slavného císaře Jan Lucemburský
- 9/2013 (č. 23): Génius a domácí tyran Karel Hynek Mácha
- 10/2013 (č. 24): Rekonstrukce nejslavnější české bratrovražsky. Václav vs. Boleslav
- 11/2013 (č. 25): Záhadná smrt nadějného krále. Ladislav Pohrobek
- 12/2013 (č. 26): Šílenci, zhýralci a jeptišky. Levobočci Rudolf II.

### Ročník 2014
- 1–2/2014 (č. 27): Rytířské srdce Karla IV. Císař na válečném poli a ve víru turnajů
- 3/2014 (č. 28): Kdo byl tajemný cizinec, který vládl Slovanům? Sámo a jeho říše
- 4/2014 (č. 29): Maršálek Radecký zachránil habsburskou monarchii
- 5/2014 (č. 30): Skuteční hříšní lidé města pražského
- 6/2014 (č. 31): Český a polský král Václav II. Nejmocnější z Přemyslovců
- 7–8/2014 (č. 32): Praotec Čech. Mýty vs. fakta
- 9/2014 (č. 33): Čs. legionáři. Legenda bez příkras
- 10/ 2014 (č. 34): Pokřivený mýtus Mistra Jana Husa
- 11/2014 (č. 35): Rabi Löw. Stvořitel golema
- 12/2014 (č. 36): Četníci za první republiky

### Ročník 2015
- číslo 37: Proč musel Valdštejn zemřít?
- číslo 38: Tragický hrdina Beneš mezi Hitlerem a Stalinem
- číslo 39: Pohanské dědictví starých Čechů
- číslo 40: Protektorátní drama Oldřicha Nového
- číslo 41: Divoká dobrodružství Kryštofa Haranta
- číslo 42: Zlatý věk českých Edisonů. Křižík, Kašpar, Škoda, Laurin, Klement a spol.
- číslo 43: Anežka Česká, nejslavnější Přemyslovna
- číslo 44: Alternativní historie. Co mohlo být místo první republiky?
- číslo 45: Proč selhala první česká království?
- číslo 46: Záhadná smrt Jana Masaryka

### Ročník 2016
- číslo 47: Byla kněžna Libuše pohanskou bohyní?
- číslo 48: Nebeští jezdci v bitvě o Británii
- číslo 49: Poprava 27 pánů. Konec české šlechty?
- číslo 50: Mistr secese Alfons Mucha. Čech, který okouzlil svět
- číslo 51: Vzestup a pád impéria jménem Baťa
- číslo 52: Vyvraždění rodu Slavníkovců
- číslo 53: Republika ve stínu Mnichova
- číslo 54: Kdo skutečně byli lovci mamutů
- číslo 55: Přeceňovaní husité?
- číslo 56: Od Kosmy po Dalimila. Lhali tvůrci nejstarších českých kronik

### Ročník 2017
- číslo 57: Africké objevy Emila Holuba
- číslo 58: Čs. legionáři a carské zlato
- číslo 59: Templáři v Českém království
- číslo 60: Byl TGM synem Františka Josefa I.?
- číslo 61: Nečekaný pád mocné říše Přemyslovců
- číslo 62: Odkud pocházejí naše geny. Jsme Germáni, Keltové, nebo Slované?
- číslo 63: Připojení a ztráta Podkarpatské Rusi
- číslo 64: Když zabíjely morové rány
- číslo 65: Císař Karel I. Poslední dny monarchie
- číslo 66: Vládní vojsko Protektorátu Čechy a Morava

### Ročník 2018
- číslo 67: Jak husité porážely křížové výpravy?
- číslo 68: Sudety 1938
- číslo 69: Vladislav Jagellonský proti Matyášovi Korvínovi
- číslo 70: Hvězdy první republiky
- číslo 71: Český Achilles porazil Poláky i Němce
- číslo 72: Ferdinand Dobrotivý. Nejhloupější hlava monarchie?
- číslo 73: Dubček proti Brežněvovi
- číslo 74: Boj o český trůn. Zikmund vs. Václav
- číslo 75: Opomíjený zakladatel republiky generál Štefánik
- číslo 76: Přemysl Otakar II. Proč se nestal císařem?

### Ročník 2019
- číslo 77: Kdo způsobil pád Velké Moravy?
- číslo 78: Tragédie Háchovy druhé republiky
- číslo 79: Jan Žižka začal jako lupič a žoldnéř
- číslo 80: Proč se rozpadla monarchie?
- číslo 81: Neschopný Zimní král Fridrich Falcký
- číslo 82: Navždy ztracené země Koruny české
- číslo 83 (podzim): Utajené temné stránky Otce vlasti
- číslo 84 (zima): Marie Terezie

### Ročník 2020
- číslo 85 (jaro): Jagellonci
- číslo 86 (léto): První Češi na olympijských hrách
- číslo 87 (podzim): Panské hony a lovy
- číslo 88 (zima): Bitva na Bílé hoře

### Ročník 2021
- číslo 89 (jaro): První český král
- číslo 90 (léto): Legie na cestě domů
- číslo 91 (podzim): Vražda kněžny Ludmily
- číslo 92 (zima): Kacíř Jiří z Poděbrad

### Ročník 2022
- číslo 93 (jaro): Prezident Tomáš Garrigue Masaryk
- číslo 94 (léto): Císařovna Alžběta Bavorská "Sissi"
- číslo 95 (podzim): Ludvík Jagellonský
- číslo 96 (zima): Československý sport

### Ročník 2023
- číslo 97 (jaro): Nenáviděné reformy
- číslo 98 (léto): "Otec národa" František Palacký
- číslo 99 (podzim): Legitimita českých králů
- číslo 100 (zima): 100 největších událostí českých dějin (jiný formát)

### Ročník 2024
- číslo 101 (jaro): Husitské frakce
- číslo 102 (léto): Medicína v českých zemích
- číslo 103 (podzim): Zločin a trest
- číslo 104 (zima): Muži 28. října

### Ročník 2025
- číslo 105 (jaro): Život na Velké Moravě
- číslo 106 (léto): Fenomén Jan Hus
- číslo 107 (podzim): Největší záhady našich dějin